# Chloroclystis primivernalis
Chloroclystis primivernalis är en fjärilsart som beskrevs av W. Warren 1907. Chloroclystis primivernalis ingår i släktet Chloroclystis och familjen mätare. Inga underarter finns listade i Catalogue of Life.